# Saša Pavlović
Aleksandar „Saša“ Pavlović (auch Sasha Pavlović; * 15. November 1983 in Bar, SR Montenegro, SFR Jugoslawien) ist ein ehemaliger montenegrinischer Basketballspieler, der die meiste Zeit seiner Karriere in der nordamerikanischen Profiliga NBA aktiv war. Zudem spielte er für die serbisch-montenegrinische Nationalmannschaft.

## NBA-Karriere
Nach drei Jahren bei KK Budućnost meldete Pavlović sich zum NBA-Draft 2003 an und wurde von den Utah Jazz an 19. Stelle ausgewählt. Dort spielte er nur eine Saison, ehe er von den neu gegründeten Charlotte Bobcats im Expansion-Draft gezogen wurde, jedoch sofort für einen Erstrunden-Pick zu den Cleveland Cavaliers transferiert wurde.
Nach der Saison 2008/09 wurde Pavlović mit Ben Wallace im Austausch für Shaquille O’Neal zu den Phoenix Suns geschickt. Sowohl Pavlovićs Vertrag, als auch der von Wallace, wurden von den Suns wenig später aufgelöst. Anschließend unterschrieb der Forward für ein Jahr bei den Minnesota Timberwolves.
Zur Spielzeit 2010/11 bekam er zunächst keinen Vertrag, bis sich Dallas-Mavericks-Spieler Caron Butler eine Patellarsehnenruptur zuzog, die für Butler das Ende der Saison bedeutete. Die Mavs nahmen Pavlović als Ersatz, zunächst für zehn Tage, unter Vertrag. Nach Ablauf wurde der Vertrag um weitere zehn Tage verlängert.
Pavlović erhielt bei den Mavericks keinen Kontrakt bis zum Ende der Saison, sodass er abermals einen Zehn-Tagesvertrag, diesmal bei den New Orleans Hornets, unterschrieb. Dort bekam er deutlich weniger Spielzeit als in Dallas und erhielt ebenfalls keine Verlängerung bis zum Ende der Saison.
Die Boston Celtics markierten für Pavlović die dritte Station innerhalb weniger Monate. Er unterzeichnete zunächst einen Vertrag bis zum Ende der Spielzeit; anschließend wurde dieser um eine weitere Saison verlängert. Auch bei den Celtics hatte Pavlović meist nur eine Reservistenrolle.
Am 20. Juli 2012 wurde Pavlović in einem Tausch zwischen drei Teams an die Portland Trail Blazers weitergereicht. Er war rund ein Jahr für die Blazers aktiv, bis diese ihm am 6. Juli 2013 aus seinem Vertrag entließen.

## Erfolge
- Griechischer Pokalsieger: 2016